# Big Windup!
Big Windup!, en japonés y originalmente Ōkiku Furikabutte (おおきく振りかぶって?), a menudo abreviada como Ōfuri (おお 振り?), es una serie de manga escrita e ilustrada por Asa Higuchi. Desde 2003, es publicado por la editorial Kodansha en su revista Afternoon. El éxito del manga le llevó a ser adaptado a una serie de anime producida por el estudio A-1 Pictures y dirigida por Tsutomu Mizushima, la cual fue transmitida por TBS. La segunda temporada, titulada Ōkiku Furikabutte ~ Natsu no Taikai-hen, fue estrenada el 1 de abril de 2010.
Tanto el manga como el anime han sido licenciados en varios países del extranjero, siendo el manga publicado en Corea del Sur por Haksan Culture Company y en Taiwán por Ever Glory Publishing, mientras que el anime lo ha sido en gran parte de Asia. El manga ha logrado un éxito tanto de crítica como comercial en Japón además ganó el prestigioso Premio Cultural Tezuka Osamu (手冢治虫文化赏 Tezuka Osamu Bunkashō?) para el mejor trabajo creativo en 2006, y en 2007, ganó el Premio Kōdansha al mejor manga (Kōdansha manga shō 『讲谈社漫画赏』). El volumen 11 del manga fue el volumen más vendido de manga en su semana de lanzamiento, y vendió más de 400.000 copias en sus primeras tres semanas de su lanzamiento.

## Argumento
La historia se sitúa en la Prefectura de Saitama, Japón, donde el protagonista es Ren Mihashi, un muchacho fanático del béisbol que es pitcher en su escuela secundaria. Mihashi era el lanzador en su escuela, pero él y sus compañeros creen que sólo obtuvo el puesto de abridor porque su abuelo era el dueño de la escuela. Sus compañeros de equipo (sobre todo el receptor de su equipo) lo odiaban y siempre perdían sus partidos. Mihashi estaba totalmente convencido de que es un pésimo lanzador de béisbol, lo que conlleva a que se graduara en la escuela media con muy baja autoestima. 
Tiempo después se transfiere al Instituto Nishiura con los planes de dejar el béisbol. Allí no tiene intención de entrar al equipo y es que los años que pasó en secundaria bajo las miradas de odio y amenazas de sus compañeros le han mermado mucho su confianza en sí mismo, y piensa que nunca llegaría a ser pitcher aunque se presentara. El carácter retraído y llorón de Mihashi tendrá que hacerse un lado ante la apabullante Momoe, mánager del recién constituido club de béisbol del Nishiura, que prácticamente le obliga a unirse al equipo. Si a eso le sumamos que es el único pitcher a la vista, la presión puede con Mihashi, pero la ilusión de ser por una vez el pitcher del equipo le llama bastante. Con la ayuda de sus nuevos compañeros, consigue confianza y habilidad, ayudando a su equipo confiando en sus propias habilidades para llegar al Kōshien (夏の甲子园 natsu no kōshien?) (Liga Nacional Juvenil de Béisbol), superando así el temor del rechazo al que fue víctima en el pasado por sus antiguos compañeros.

## Personajes

### Principales
Ren Mihashi (三桥 廉 Mihashi Ren?)
Seiyū: Tsubasa Yonaga
Es el principal protagonista y el lanzador del equipo de Nishiura. Su nerviosismo y la extrema falta de confianza en sí mismo hace que empiece a dudar de su habilidad, pero a raíz de su pasión y dedicación al pitcheo, empieza a creer en sí mismo con la ayuda de las indicaciones del receptor Takaya Abe.
Takaya Abe (阿部 隆也 Abe Takaya?)
Seiyū: Yūichi Nakamura
Es el receptor de la Escuela Superior Nishiura. Como tal, forma parte de la batería del equipo junto con Mihashi. Abe es un personaje serio y maduro, cuya cortedad de genio es a menudo inadvertidamente provocada por Mihashi. Para Abe, Mihashi es el pitcher perfecto: un control de la bola insuperable (pese a su falta de potencia) y hace exactamente lo que le dice. Es su pase para llegar al Koshien.
María Momoe (百枝 まりあ Momoe María?)
Seiyū: Risa Hayamizu
Es la entrenadora del equipo de béisbol de Nishiura. Al comienzo de la serie, ella menciona que es graduada de Nishiura (que solía ofrecer softball en lugar de béisbol). Es apodada "Momokan" (abreviatura de "Momoe-kantoku") (Entrenadora Momoe) por el equipo. El equipo siente un respeto por ella, aunque a menudo suelen encontrar a su personalidad intimidante.
Motoki Haruna (榛名 元希 Haruna Motoki?)
Seiyū: Shintarou Oohata
Es el lanzador relevista del Instituto Musashino y un excompañero de equipo de Abe. Su meta es convertirse en un jugador de béisbol profesional.

## Desarrollo
Durante su infancia en Saitama, Asa Higuchi se familiarizó con el béisbol, leyendo el manga Dokaben. Cuando ella estaba en la secundaria, la historia de un equipo local de béisbol terminó inspirarla para llevar la idea de crear su propio manga basado en el béisbol. En la versión original, nunca se habla de Mihashi y personajes como Momoe, Kanou y Haruna no existían todavía. Tras ello se recolectaron datos en el béisbol de escuela secundaria de Japón por más de 10 años con el fin de crear el manga, trabajando con la escuela donde había asistido, la Urawanishi High School (埼玉県立浦和西高等学校 Saitama Kenritsu Urawanishi Kōtō Gakkō?), en el año antes de su graduación. De hecho, Urawanishi parece haber influenciado en el diseño del Instituto Nishiura, tanto así que los nombres son similares también.
Cinco meses antes de la serialización de Ōkiku Furikabutte, Higuchi publicó un one-shot en la revista, titulado "La base de lo básico" (The Basic of Basics). La historia se centra en los personajes del Instituto Musashino Dai Ichi, escuela que aparece más tarde en el anime.

## Medios

### Anime
La serie es una adaptación del manga, animado por A-1 Pictures, que se estrenó en Japón a partir de abril de 2007 en el canal TBS. También se emitió durante el mismo mes a través de varias cadenas de televisión afiliadas a TBS, incluyendo MBS, BS-i y CBC. Un mes más tarde, la serie también se empezó a emitir en Animax. La serie también fue posteriormente transmitida en el sudeste de Asia y Asia del Sur. Una segunda temporada se ha anunciado en el tomo 13 del manga. El primer episodio salió al aire el 2 de abril de 2010.